# Tracy McConnell
Tracy McConnell, in seguito coniugata Mosby, conosciuta anche come la ragazza con l'ombrello giallo o semplicemente come la madre o la mamma, è un personaggio della sitcom How I Met Your Mother. È interpretata da Cristin Milioti, e doppiata in lingua italiana da Sabrina Bonfitto (stagione 8) e da Gea Riva (stagione 9).
La ragazza è la futura moglie di Ted Mosby, nonché madre dei loro due figli.

## Biografia del personaggio
Sebbene l'identità di Tracy sia alla base del racconto che dà il via alle vicende di How I Met Your Mother, nelle prime due stagioni il personaggio non è così determinante ai fini della trama (anche a causa della contemporanea infatuazione di Ted per Robin); è comunque da segnalare il ricorso di Ted a un'agenzia per cuori solitari, che propone al ragazzo una misteriosa ragazza con tutte le qualità della sua donna ideale: ciò nonostante, Ted rinuncia a incontrarla, avendo in quel momento occhi solo per l'amica.
Dopo la rottura con Robin, dalla terza stagione, gli indizi e i riferimenti alla futura madre si fanno sempre più insistenti. La ragazza vive anche lei a New York e, senza saperlo, partecipa la notte di San Patrizio a una festa cui presenziava anche Ted, senza che i due s'incontrino: è qui che il ragazzo s'imbatte per la prima volta nell'ombrello giallo che la ragazza ha dimenticato nel locale, e che sarà poi al centro del loro definitivo incontro.
Quando finisce la storia tra Ted e Stella, si apprende che la ragazza non è bionda, mentre la successiva carriera accademica del ragazzo porta alla luce il fatto che la madre studiasse all'epoca economia nello stesso ateneo in cui lui insegnava. Sempre all'università, il ragazzo frequenta per breve tempo una studentessa, Cindy, la coinquilina di Tracy; neanche questa è l'occasione per l'incontro tra i due futuri sposi, anche se Ted viene a sapere che la misteriosa ragazza ama la musica, suona il basso in un gruppo, ed era persino presente alla prima lezione di Ted tenuta all'università (quel giorno, infatti, il ragazzo aveva goffamente sbagliato aula).
Tracy e Ted s'incontrano per la prima volta solamente al matrimonio tra Barney e Robin; inconsciamente, il ragazzo ne è in parte fautore: mentre la coppia di amici è immersa nei preparativi delle loro nozze (in particolare nella scelta della musica), Ted reincontra in metropolitana Cindy e, accennandole della cosa, ella le suggerisce l'ingaggio della band della sua ex coinquilina. All'epoca, Tracy viveva a pochi isolati di distanza da Ted, e conviveva con il suo ragazzo dell'epoca, Louis. Questi, durante il weekend del matrimonio tra Barney e Robin, le chiese di sposarlo, ma lei rifiutò capendo che non era l'uomo giusto; la ragazza viveva ancora nel ricordo di Max, il suo ex che morì il giorno del suo ventunesimo compleanno, esattamente la sera in cui Ted conobbe Robin.
Mesi prima di tutto ciò, è Barney la prima persona del gruppo d'amici a imbattersi nella misteriosa ragazza, durante uno dei suoi classici tentativi d'abbordaggio: pur se il loro incontro è molto fugace, inconsapevolmente la giovane farà riflettere il ragazzo sulla sua vita sentimentale, portandolo a maturare l'idea di riconquistare Robin e dando così il via agli eventi che culmineranno nel matrimonio tra i due amici. Successivamente, durante un viaggio in treno a Farhampton (la località dove si sposeranno Barney e Robin) la futura moglie di Ted conosce Lily, che la prende subito in simpatia; nella stessa località la ragazza incappa poi anche in Marshall, con cui stringe subito amicizia, e con Robin, che distoglie dai suoi propositi di fuga dalle nozze. Ted, concluso il matrimonio, incontra Tracy alla stazione ferroviaria di Farhampton; i due attaccano bottone grazie all'ombrello giallo della ragazza, e dopo pochi giorni iniziano a uscire insieme. Sarà proprio in cima al faro di Farhampton che Ted, due anni dopo il loro primo incontro, chiederà alla fidanzata di sposarlo, ricevendo un sì come risposta; sebbene il matrimonio, continuamente rimandato, avverrà solo dopo sette anni di convivenza, nel 2020. Dopo aver avuto due figli, Penny e Luke, la donna muore nel 2024, per gravi problemi di salute.

## Caratterizzazione

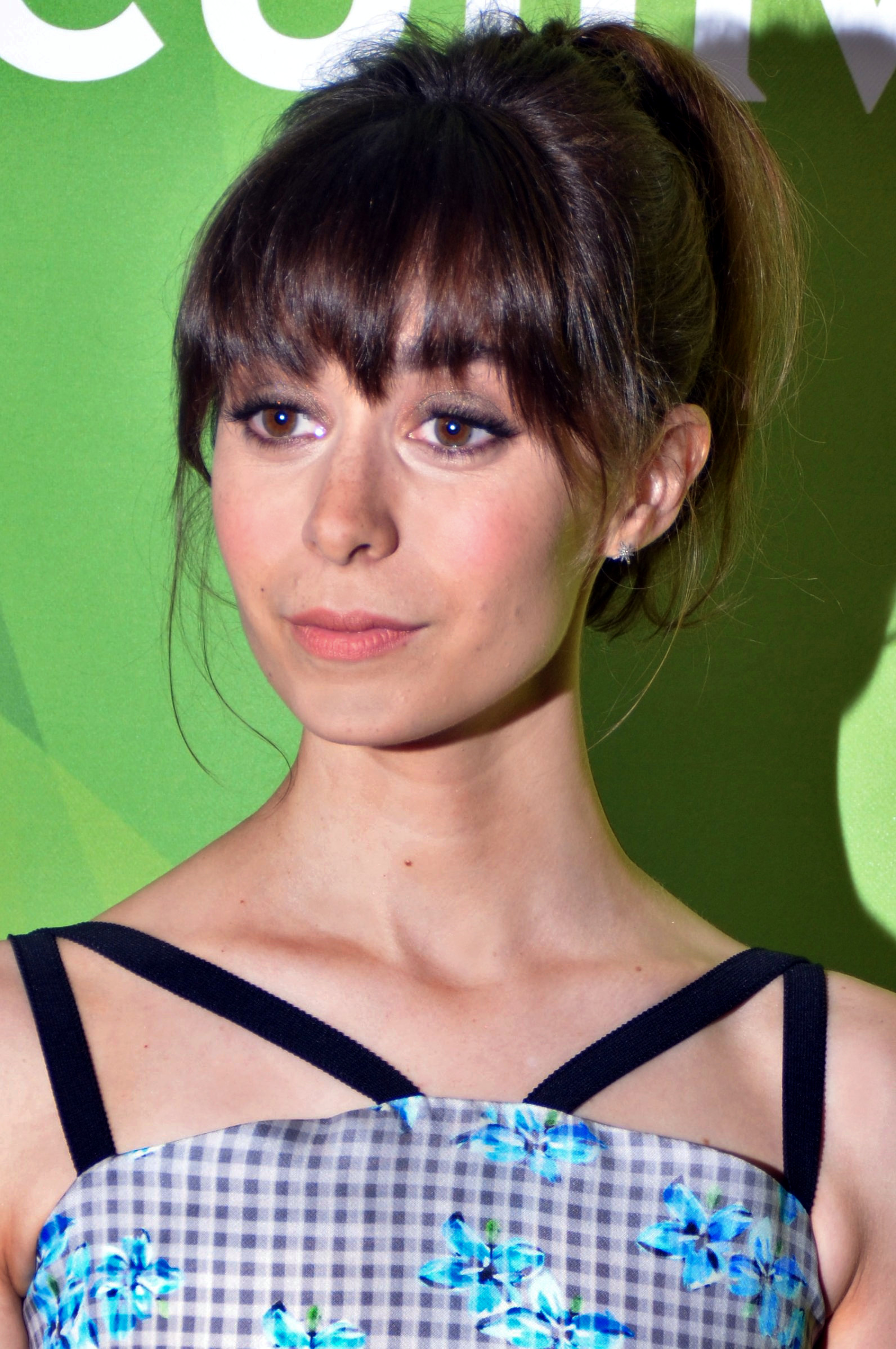
Cristin Milioti, interprete di Tracy: la promozione dell'attrice nel cast regolare, nell'ultima stagione della serie, ha segnato l'unico cambiamento di rilievo tra i protagonisti nell'arco delle nove stagioni prodotte.

Nonostante il personaggio della madre compaia nel cast principale della sitcom solamente nella nona e ultima stagione, restando di fatto "invisibile" sino al finale dell'ottava, il suo nome è presente nel titolo di HIMYM fin dal primo episodio, e durante il susseguirsi delle varie annate ha fatto da filo conduttore per l'arco narrativo principale della serie, ovvero la ricerca dell'anima gemella da parte di Ted Mosby.
Gli autori di How I Met Your Mother, Carter Bays e Craig Thomas, non hanno definito il ruolo se non nell'imminenza della conclusione della serie, e durante le nove stagioni hanno ciclicamente inserito negli episodi dei piccoli indizi su questo "invisibile" personaggio: tale alone di mistero – unito al protrarsi del racconto degli eventi, con Ted che s'imbatteva in varie ragazze senza però trovare quella giusta per lui – ha scatenato un discreto battage tra i fan della sitcom, che nel corso degli anni si sono appassionati a questa particolare ricerca, speculando attivamente sulla vera identità del personaggio.
Solo dopo la certezza che la nona stagione di HIMYM sarebbe stata quella conclusiva, all'inizio del 2013 la produzione della sitcom ha iniziato la ricerca dell'attrice che potesse dare un volto a questo personaggio. Dopo aver scartato varie ipotesi (tra cui quella di far interpretare la ragazza a Lyndsy Fonseca, colei che prestò il viso alla futura figlia di Ted nei primi anni della produzione), durante la seconda parte di riprese dell'ottava stagione hanno quindi avuto luogo, sotto stretto riserbo, i colloqui per la parte.
In ballottaggio fino all'ultimo con altre due candidate, la scelta è caduta su Cristin Milioti, all'epoca una giovane attrice di Broadway e ancora poco nota al pubblico televisivo. Milioti non ha affrontato delle canoniche audizioni per la parte, incontrando Bays e Thomas per la prima volta attraverso Skype e senza conoscere il ruolo per cui stava sostenendo il colloquio.
Il nome dell'attrice è stato tenuto segreto fino al 13 maggio 2013, quando un fugace cameo nei secondi conclusivi dell'ottava stagione ha svelato al pubblico il volto della fin lì misteriosa ragazza con l'ombrello giallo. Tale sequenza era stata filmata il 27 marzo precedente, alla presenza di pochi addetti ai lavori; la stessa Milioti aveva dovuto siglare una clausola in cui s'impegnava a non rendere nota la sua partecipazione allo show fino al momento della messa in onda dell'episodio.

## Accoglienza
Nel finale della serie viene rivelato che, sei anni prima che Ted raccontasse la storia ai suoi figli, Tracy morì nel 2024 a causa di una malattia sconosciuta. Nel finale, i personaggi non affermano direttamente che la madre è morta: Ted fa riferimento al fatto che "si sia ammalata" e Penny dice che la madre "non c'è più" da sei anni. Molti fan hanno espresso notevole disappunto per la morte di Tracy; Milioti pianse quando apprese che il suo personaggio sarebbe dovuto morire, ma accettò che il finale era quello che gli scrittori avevano pianificato dal principio. Bill Kuchman di Popculturology affermò che la madre era "un personaggio straordinario" e che "nel corso dell'ultima stagione HIMYM ci ha fatto interessare a Tracy"; sempre Kuchman aggiunse che "chiedere ai fan di abbandonare tutto [...] con una semplice battuta sulla madre che si ammala e muore era una richiesta molto difficile", che il finale "avanzava troppo velocemente" e che "HIMYM è stato vittima del proprio successo su questo tema".
Nell'immediato, parte dei fan avviò una petizione con l'obiettivo di riscrivere e girare nuovamente il finale: questa raccolse oltre 20.000 firme e ottenne una notevole copertura giornalistica online. Il 5 aprile 2014, Carter Bays annunciò sul suo profilo Twitter che un finale alternativo sarebbe stato incluso nell'edizione home video della nona stagione: in questo, viene fatto intendere che la madre è ancora viva nel momento in cui Ted finisce di raccontare la storia, e l'episodio termina con l'incontro in stazione tra Ted e Tracy, implicando che Ted non è mai tornato da Robin e abbia invece avuto un lungo e felice matrimonio con Tracy.